# Honório de Amiens
Honoré de Amiens, às vezes aportuguesado como Santo Honório de Amiens, foi o sétimo bispo de Amiens. O dia de sua festa é comemorado em 16 de maio.